# Jan Vonka
Jan Vonka (* 17. května 1963 Praha) je český automobilový závodník. Působí na okruzích, v kopcích a v rally.

## Kariéra
Vonka začal svou kariéru v 90. letech a v roce 1999 se startoval na Mistrovství ČR na okruzích, kde vyhrál pětkrát. Tím získal titul šampiona série. Ve stejném roce nedokončil závod Night Drive Brno. V pozdějších letech se objevil také v České vytrvalostní trofeji, Mistrovství ČR, Coca Cola Endurance Cup, FIA GT Championship, American Le Mans Series, 12hodinový závod Sebring, Mistrovství světa cestovních vozů, Epilog 6h, BMW 1 Challenge, česky Mezinárodní vytrvalostní šampionát, Grand American Rolex Series a Daytona 24 hodinový závod.
V Mistrovství Světa cestovních vozů jel v Brně v sezóně 2006. V prvním závodě nedojel a ve druhém dojel 21.

## Výsledky

### Mistrovství Světa Cestovních Vozů
|  |  |  |  |  |  |  |  |  |  |  |  | Ret | 21 |  |  |  |  |  |  |